# Мидраш Тадше
«Мидраш Тадше» (др.-евр. מדרש תדשא‬), — в иудаизме небольшой мидраш (ветхозаветный трактат) на Быт. 1:11: «И Бог сказал, да произрастит земля» (הארץ תדשא‬). По Эпштейну, центральная идея всего мидраша — теория о трёх мирах — земля, человек и Скиния Завета.
Мидраш точно указывает два раза на автора — Пинехаса бен-Яира (II век). Этот раввин задаётся вопросом, почему Господь повелел травам и деревьям расти на третий день, когда светила были созданы лишь на четвёртый? — Чтобы показать своё могущество, ибо даже без тепла и света земля по слову Его стала производить травы и деревья.
По мнению авторов ЕЭБЕ, вряд ли «Мидраш Тадше» был когда-либо более полным, и его можно с большей вероятностью приписать раввину Моисею га-Даршану (XI век). Приписывают его, однако, Пинехасу бен-Яиру; так же поступает и «Бамидбар рабба». Насчёт авторства текст ЕЭБЕ крайне противоречив; он одновременно называет данный мидраш «Барайтой де-Рабби Пинехас бен-Яир» и просит: «не следует смешивать M. Тадше с „Барайта де Рабби Пинехас бен-Яир“».

## Особенности трактата
По своей форме «Мидраш Тадше» отличается от многих мидрашим, и даже язык его, хотя и чисто еврейский, богат такими выражениями, которые нигде в другом месте не встречаются, например כוכבים שׂרועים, חג העומר, חג השופרות‬ .
Символический элемент играет очень видную роль в «Мидраш Тадше», который очень часто оперирует числами и цифрами.

## Содержание
Во 2-м отделе дана символизация Скинии Завета.
10-й отдел посвящен мистическому толкованию чисел, упомянутых в связи с жертвоприношениями князей (Чис. 7:12 и сл.) Многие комбинации и параллелизмы, основанные на числе 10, даны в 5-м и 15-м отделах, о числе 7 — в 6-м, 11 и 20; о 6 — в 20; о 5 — в 7-м, о 4 — в 20-м, о 3 — в 12-м, 18-м и т. д.
Затем следует отрывочное изложение Быт. 2:17; 3:3; 3:14 и сл.; Чис. 7:12 и сл., 84 и сл.; Лев. 13:2, 14, 34 и сл.; Иер. 1:1 и сл.; Чис. 4:3; 27:7 и Втор. 32:12 — в отделах 7, 10, 17, 20, 21 и 22.
Интересен 8-й отдел, посвящеённый возрасту благочестивых, патриархов, их жён и 12 сыновей Иакова, с точными указаниями дня их рождения. Месяцы не носят никаких названий, а отмечены только в порядке следования: «первый», «второй» и т. д. В сохранившемся тексте недостает указаний относительно Завулона (евр. Зебулун) и Вениамина. Они, впрочем, даны в цитатах из этого мидраша, помещённых у Бахьи (XI век) и в антологии «Ялкут Шимони» (1521), где месяцы названы своими собственными именами.

### Аналогии с «Книгой Юбилеев»
Число лет, указанное в «Мидраш Тадше», совпадает с теми же числами, которые даны в «Седер Олам Зута»; даты дней рождения указаны лишь в «Книге Юбилеев», где нет числа прожитых лет.
6-й отдел «Мидраш Тадше» вполне совпадает с «Книгой Юбилеев» в словах, что в течение первой недели Господь создал 22 категории вещей: 7 — в первый день, 1 — во второй, 4 — в третий, 3 — в четвёртый, 3 — в пятый и 4 — в шестой; число этих категорий соответствует 22 поколениям, жившим от Адама до Иакова, и 22 буквам еврейского алфавита .
Эпштейн обратил внимание на полную аналогию мидраша и «Книги Юбилеев» и в другом отношении: Пинехас бен-Яир утверждает, что Адам был создан в первую неделю, а Ева — лишь во вторую, чем обоснован один закон очищения в Лев. 12:4, 5. На этом основании Эпштейн и построил свою теорию о заимствованиях автором из «Книги Юбилеев», которая в то время имелась в большем объёме по-еврейски и приписывалась, благодаря своим ессейским тенденциям, — Пинехасу бен-Яиру, известному своим благочестием.

## Издания
Этот мидраш, отрывки из которого приведены в антологии «Ялкут Шимони», был издан по рукописям двумя исследователями XIX века:
- Адольфом Еллинеком[7];
- Авраамом Эпштейном — в книге «Beiträge zur jüdischen Alterthumskunde» (Вена, 1887)[1].